# Лукьянов, Александр Александрович
Александр Александрович Лукьянов (род. 6 мая 1937; посёлок № 3, Кировская область, РСФСР, СССР — 14 апреля 2003; город неизвестен, Россия) — советский и российский актёр театра и кино.

## Биография
Родился 6 мая 1937 года в посёлке № 3 Кировской области в семье матери и отца, так же с Лукьяновым воспитывалась его сестра. Отец погиб по времена Великой Отечественной войны, мать занималась домом и воспитанием детей, не смотря на то, что осталась одна с двумя детьми на руках.
В 1948 году семья переехала в село Сурский Майдан (Сур-Майдан) Чувашской АССР. Там учился в школе-семилетке, которую окончил в 1952 году, после чего обучался в Кладбищенской средней школе по месту переезда. Ему был выдан аттестат о среднем образовании. В 1956 году был призван в ряды Военно-Морского Флота, где проходил службу кладовщика вещегого склада Тихоокеанского флота. После демобилизации вернулся в село Сур-Майдан. Являлся разнорабочим.
В 1961 году поступил на актёрский факультет ВГИКа в мастерскую к Б. А. Бабочкину. Служим таким театрам, как «Малый театр» и «Центр театра и кино под руководством Никиты Михалкова». Играл много как в театрах, так и в кино.
Ушёл из жизни 14 апреля 2003 года в Егорьевском психоневрологическом интернате российского города. Сам город не известен, в том числе и место могилы.

## Фильмография
- 1961 — Мишка, Серёга и я — Саша
- 1963 — Тропы Алтая — шофёр
- 1963 — Улица Ньютона, дом 1 — рыбак, гармонист
- 1963 — Человек, который сомневается — спортсмен
- 1965 — Нет неизвестных солдат — пулемётчик
- 1965 — Сколько лет, сколько зим! — Андрей Макарович
- 1967 — Война под крышами — полицай
- 1967 — Софья Перовская — Тимофей Михайлов
- 1968 — Золотой телёнок — студент в поезде
- 1968 — Шестое июля — участие
- 1969 — Зинка — Михаил
- 1969 — Про Клаву Иванову — станочник
- 1969 — Тоска — участие
- 1970 — Морской характер — Ефим Корж
- 1970 — Посланники вечности — участие
- 1970 — Солнце на стене — Валентин
- 1970 — Сохранившие огонь — саботажник
- 1971 — Веришь, не веришь — Петро
- 1971 — Джентльмены удачи — оперативник
- 1971 — Если ты мужчина… — водитель
- 1971 — Седьмое небо — водитель грузовика
- 1972 — Бой после победы — офицер советской разведки
- 1972 — Укрощение огня — участие
- 1973 — Возврата нет — участие
- 1973 — Земля Санникова — участие
- 1973 — И на Тихом океане... — партизан
- 1974 — Невероятные приключения итальянцев в России — участие
- 1973—1983 — Вечный зов — кафтановец
- 1974 — Любовь земная — колхозник
- 1974 — Пламя — комбат
- 1974 — Северная рапсодия — покупатель
- 1975 — Фронт без флангов — Андрей Лукьянов
- 1975 — Алмазы для Марии — Юрочка
- 1975 — Когда наступает сентябрь — пассажир такси
- 1976 — «SOS» над тайгой — лесоустроитель
- 1976 — Два капитана — Иван Григорьев
- 1977 — Долги наши — участие
- 1976 — Рождённая революцией (7 серия) — участие
- 1977 — Фронт за линией фронта — Андрей Лукьянов
- 1978 — Вас ожидает гражданка Никанорова — колхозник на телеге
- 1978 — Версия полковника Зорина — грузчик с усами
- 1978 — Тактика бега на длинную дистанцию — партизан Степан
- 1978 — Торговка и поэт — погромщик
- 1979 — Антарктическая повесть — участие
- 1979 — Гонка с преследованием — геолог
- 1979 — По данным уголовного розыска — бандит Панин
- 1980 — Карл Маркс. Молодые годы — делегат конгресса
- 1980 — Чрезвычайные обстоятельства — участие
- 1981 — Линия жизни — член бюро
- 1981 — Фронт в тылу врага — Андрей Лукьянов
- 1982 — Василий Буслаев — новгородец
- 1982 — Домой! — мужик с пивом
- 1984 — Блистающий мир — участие
- 1984 — Михайло Ломоносов (6 серия) — трактирщик
- 1985 — Багратион — участие
- 1985 — Жил отважный капитан — старшина 2-й статьи
- 1986 — На пороге — участие
- 1987 — Акция — участие
- 1987 — Друг — мужчина в очереди
- 1987 — Оглашению не подлежит — казак
- 1987 — Христиане — Ефим Петрович Ефимов
- 1988 — Вербена — участие
- 1988 — Гулящие люди — участие
- 1989 — Имя — конвойный, сержант
- 1988 — Прошедшее вернуть… — русский военнопленный
- 1988 — Тайна золотого брегета — казак
- 1989 — Закон — охранник Берии
- 1989 — Из жизни Фёдора Кузькина — приехавший бригадир
- 1991 — Говорящая обезьяна — кооператор
- 1991 — Линия смерти — участие
- 1991 — Царь Иван Грозный — Кудлатый
- 1992—2006 — Тихий Дон — сотник
- 1993 — Раскол (6 серия) — участие
- 1996 — Ермак — казак